# Vœllerdingen
Vœllerdingen település Franciaországban, Bas-Rhin megyében. Lakosainak száma 419 fő (2022. január 1.). Vœllerdingen Dehlingen, Domfessel, Keskastel, Lorentzen, Oermingen és Sarre-Union községekkel határos.

## Népesség
A település népessége az elmúlt években az alábbi módon változott:
| Lakosok száma | 398  | 394  | 414  | 398  | 415  | 417  | 420  | 419  | 419  |
|               | 2013 | 2015 | 2016 | 2017 | 2018 | 2019 | 2020 | 2021 | 2022 |